# Karl August Varnhagen von Ense
Karl August Varnhagen von Ense (født 21. februar 1785 i Düsseldorf, død 10. oktober 1858 i Berlin) var en tysk forfatter.
Som 9-årig kom han med sin fader til Hamburg, studerede derpå 1800—05 først medicin i Berlin, da han ville være læge ligesom sin fader, derpå filosofi og historie. Han lærte flere af tidens ledende personligheder at kende (for eksempel Chamisso og Schlegel), udgav 1804 — sammen med førstnævnte — en Musenalmanach, senere enakts-skuespillet Britannien og Deutsche Erzählungen (1815) samt Vermischte Gedichte (1816).
Imidlertid havde han fortsat sine studier i Halle og Tübingen og var 1809 gået i østrigsk krigstjeneste. I slaget ved Wagram blev han hårdt såret. Som adjutant hos fyrst Bentheim ledsagede han denne til Paris 1810, deltog som adjutant hos Friedrich Carl von Tettenborn 1813 i krigen, og skrev de to bøger: Geschichte der Hamburger Ereignisse (1813) og Geschichte der Kriegszüge des Generals von Tettenborn (1815). 1815—19 virkede Varnhagen von Ense som diplomat, var ppreussisk gesandt i Karlsruhe, men blev kaldt tilbage på grund af en indiskretion.
Han fik afsked med titlen geheimelegationsråd og levede resten af sit liv i Berlin som en kritisk iagttager af tidens begivenheder. Han, som oprindelig — også gennem sin hustru Rahel Levin-Marcus — havde stået den romantiske kreds nær, så senere med kritik på dens resultater og nærmede sig med sympati det unge Tyskland, hvis radikale anskuelser tiltalte den afskedigede diplomat, som i sin og hustruens salon, ligeledes senere, da hans niece Ludmilla Assing var blevet optaget i hans hjem, omgiks sin tids berømtheder, også fra udlandet.
Hans historiske og kritiske skrifter rådspørges endnu i vore dage — således især Goethe in der Zeugnissen der Mitlebenden, Biographische Denkmale (5 bind, 1824—30), Denkwürdigkeiten und vermischte Schriften (9 bind, 1837—59), og de efter hans død udgivne Tagebücher (14 bind, 1861—70), som er en uvurderlig kilde til tysk politisk og åndelig
historie i det 19. århundrede. Ludmilla Assings ikke just taktfulde udgivelse af de litterære efterladenskaber satte sindene i bevægelse og gav anledning til heftige angreb. Nævnes må endnu Briefe Alexander von Humboldts an Varnhagen von Ense (1860) og Ausgewählte Schriften (19 bind 1871—76).